# Katheter

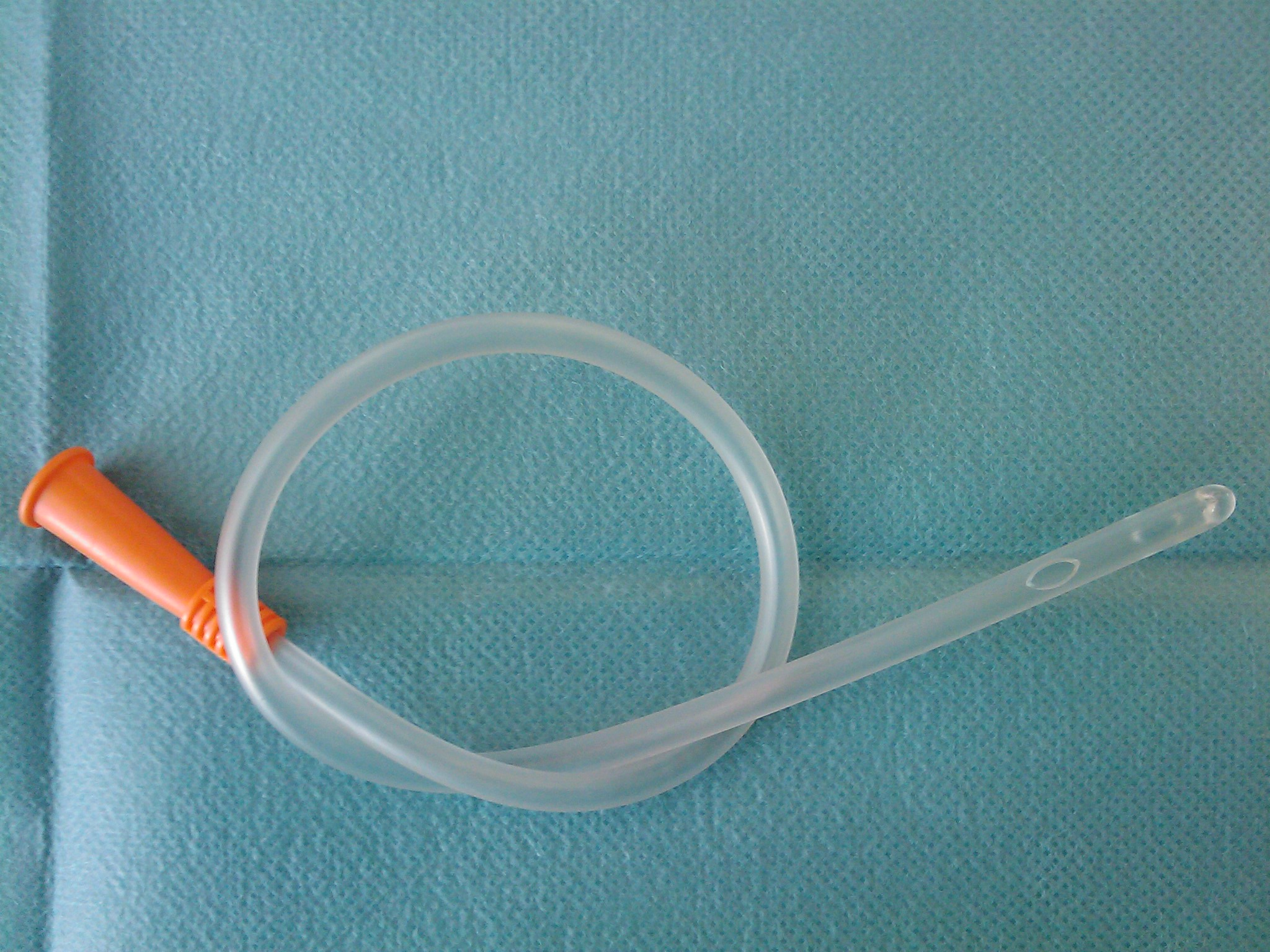
Blasenkatheter für Frauen zum Einmalgebrauch

Katheter sind Röhrchen oder Schläuche verschiedener Durchmesser aus Kunststoff, Gummi, Silikon, Metall oder Glas, mit denen Hohlorgane wie Harnblase, Magen, Darm, Blutgefäße, aber auch Ohr und Herz sondiert, entleert, gefüllt oder gespült werden können.
Das Wort kommt von griechisch καθετήρ kathetér „Sonde“ (von καθίημι kathíēmi „hinablassen, herabwerfen“) und bedeutet in der medizinischen Literatur auch „Sonde oder feine Spitze, zu Einspritzungen in die Harnblase“.
Die Verwendung eines Katheters erfolgt aus diagnostischen (untersuchungsbedingten) oder  therapeutischen (behandlungsbedingten) Gründen. Das Einführen eines Katheters nennt man Katheterisierung oder Katheterisieren. Sein Außendurchmesser wird häufig in Charrière (Charr.) oder in French (Fr) angegeben. Der Innendurchmesser (Kaliber) ist variabel.

## Geschichte
Die flexiblen Harnblasenkatheter wurden vom Gründungsvater der USA Benjamin Franklin erfunden. Einen mit Kautschuk überzogenen elastischen Katheter erfand Johann Christian Theden.

## Medizinische Anwendungen
Einen Venenkatheter bezeichnet man auch als zentralen Venenkatheter oder peripheren Venenverweilkatheter, Broviac-Katheter, Hickman-Katheter oder Portkatheter. In der Dialysetherapie kommen Shaldon-Katheter und Demers-Katheter zum Einsatz sowie Peritonealkatheter zur Durchführung der Peritonealdialyse.
In der Urologie dienen Katheter der Harnableitung und als Hilfsmittel in der Diagnostik und Therapie. In der Diagnostik dienen sie der Urinentnahme und dem Einbringen von Medikamenten und Kontrastmittel.
Blasenkatheter werden zur Ableitung des Urins aus der Harnblase über die Harnröhre oder durch die Bauchdecke verwendet. Ureterkatheter dienen (seit 1890) der Ableitung des Urins aus der Niere über den Harnleiter in die Harnblase oder nach außen. Nephrostomiekatheter werden zur Ableitung des Urins aus dem Nierenbecken durch die Haut nach außen genutzt.
In der konventionellen Angiografie nutzt man Gefäßkatheter sowie Ballonkatheter. In der Kardiologie kommen Herzkatheter zum Einsatz.
In der Anästhesie nutzt man Periduralkatheter sowie andere Katheter zur kontinuierlichen Regionalanästhesie.  Tubenkatheter verwendet man in der Hals-Nasen-Ohren-Heilkunde.
Ebenso verwendet man Katheter in der Reproduktionsmedizin (medizinische Fortpflanzungstechnik), als Pleurakatheter in der Chirurgie bzw. Thoraxchirurgie (siehe Pleuraerguss) sowie zur Anlage eines intravenösen Zugangs generell (geschlossene Kathetersysteme verringern das Kontaminations- und Infektionsrisiko).